# Січан
Січан (кит.: 西昌市; носу ꀒꎂꏃ) — місто-повіт у китайській провінції Сичуань, адміністративний центр Ляншань-Їської автономної префектури.

## Географія
Січан розташовується на північ від гірського пасма Лунаншань, західним кордоном міста слугує річка Ялунцзян.

### Клімат
Місто знаходиться у зоні, котра характеризується океанічним кліматом субтропічних нагір'їв. Найтепліший місяць — липень із середньою температурою 23.9 °C (75 °F). Найхолодніший місяць — січень, із середньою температурою 10 °С (50 °F).
| Клімат Січана           | Клімат Січана | Клімат Січана | Клімат Січана | Клімат Січана | Клімат Січана | Клімат Січана | Клімат Січана | Клімат Січана | Клімат Січана | Клімат Січана | Клімат Січана | Клімат Січана | Клімат Січана |
| Показник                | Січ.          | Лют.          | Бер.          | Квіт.         | Трав.         | Черв.         | Лип.          | Серп.         | Вер.          | Жовт.         | Лист.         | Груд.         | Рік           |
| Абсолютний максимум, °C | 23            | 25            | 30            | 35            | 36            | 36            | 32            | 33            | 32            | 28            | 25            | 22            | 36            |
| Середній максимум, °C   | 16            | 17            | 23            | 27            | 27            | 26            | 28            | 27            | 26            | 21            | 19            | 16            | 23            |
| Середня температура, °C | 9             | 11            | 16            | 20            | 21            | 21            | 23            | 22            | 21            | 16            | 13            | 10            | 17            |
| Середній мінімум, °C    | 3             | 5             | 10            | 13            | 16            | 17            | 19            | 18            | 16            | 12            | 8             | 5             | 12            |
| Абсолютний мінімум, °C  | −3            | −2            | 1             | 2             | 7             | 12            | 11            | 13            | 10            | 5             | 0             | −1            | −3            |
| Норма опадів, мм        | 0             | 10            | 20            | 30            | 80            | 270           | 180           | 200           | 230           | 110           | 30            | 0             | 1200          |
| Вологість повітря, %    | 49            | 51            | 40            | 42            | 52            | 72            | 74            | 73            | 70            | 72            | 61            | 58            | 60            |
| ----------------------- | ------------- | ------------- | ------------- | ------------- | ------------- | ------------- | ------------- | ------------- | ------------- | ------------- | ------------- | ------------- | ------------- |
| Джерело: Weatherbase    |               |               |               |               |               |               |               |               |               |               |               |               |               |